# Pandanus leptocaulis
Pandanus leptocaulis är en enhjärtbladig växtart som beskrevs av Elmer Drew Merrill och Lily May Perry. Pandanus leptocaulis ingår i släktet Pandanus och familjen Pandanaceae. Inga underarter finns listade.